# Chiado (Lisbonne)
Pour les articles homonymes, voir Chiado.

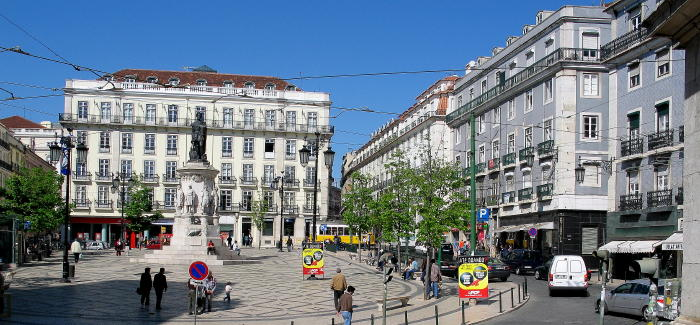
Largo Camoes

Chiado est le nom d'une place et de ses alentours dans la ville de Lisbonne au Portugal. Le Chiado est situé entre les quartiers de Bairro Alto et de la Baixa pombalina.
Le quartier se divise en deux Freguesias: Sacramento et Mártires, deux des plus petits de Lisbonne.
Le Chiado est un quartier traditionnellement commerçant qui regroupe à la fois d'anciennes et de nouvelles enseignes, concentrées particulièrement dans les rues Carmo et Garrett. Les lisboetes ainsi que les touristes viennent y acheter des livres, des vêtements, mais aussi y prendre un café. Le café le plus célèbre est "A Brasileira", connu pour avoir eu Fernando Pessoa parmi ses clients. Le Chiado a aussi une importance culturelle, avec ses nombreux musées et théâtres.
De nombreux bâtiments du Chiado ont été détruits lors du terrible incendie de 1988, qui a profondément marqué le pays. Un projet de rénovation de 10 ans, coordonné par le célèbre architecte Álvaro Siza Vieira, a permis la reconstruction de la zone endommagée.

## Nom

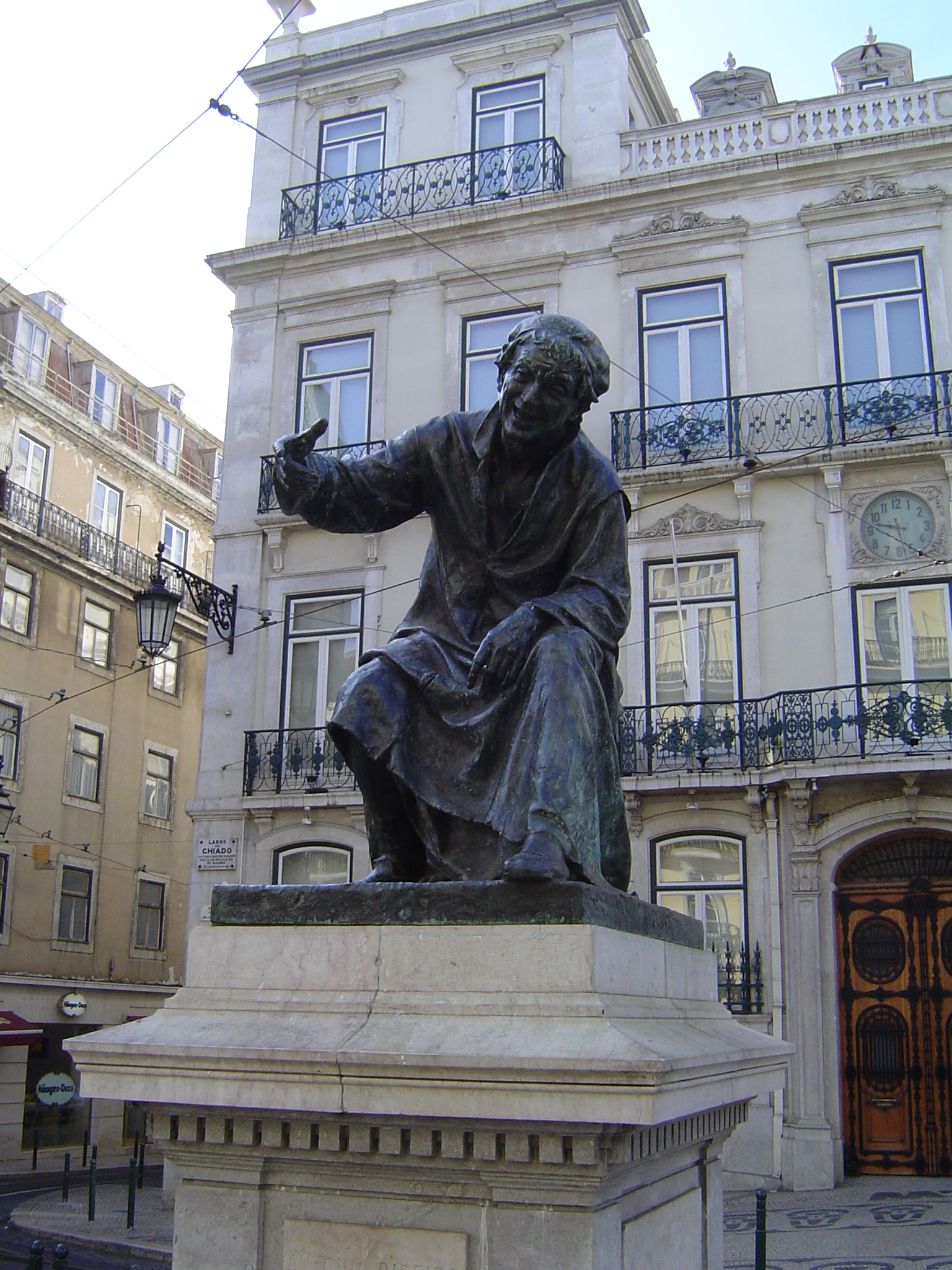
Statue du poète António Ribeiro "Chiado"

Le toponyme Chiado existe depuis environ 1567. Initialement, le nom faisait référence à la rue Garrett, puis à toute la zone environnante. L'hypothèse la plus répandue à propos du nom fait référence à António Ribeiro (1520-1591), un poète populaire originaire d'Évora, vivant dans ce quartier et dont le surnom était Chiado. Une statue en bronze, du poète de Costa Mota, a été érigée sur la Place du Chiado. D'autres hypothèses se réfèrent au nom d'un tavernier dont l'établissement était situé dans le quartier.

## Histoire
Le Chiado est habité depuis au moins l'époque romaine, époque à laquelle se trouvaient de nombreuses villas. Durant le Moyen Âge, il était utilisé à des fins agricoles, et c'était dans son voisinage que les croisés nord-européens se sont installés pendant le siège de Lisbonne, en 1147.
Après la Reconquista, de nombreux couvents y furent fondés: le Couvent Saint-François (1217), le Couvent de la Trinité (1291), et le Couvent des Carmes (1398).
Entre 1373 et 1375, durant le règne de Ferdinand Ier, furent construits de nouveaux remparts qui englobaient une partie de ce qui serait l'actuel Chiado, favorisant son urbanisation. Au XVIe siècle, la zone en dehors des murailles (actuel Bairro Alto) était également urbanisée. La porte et les remparts furent démolis au début du XVIIIe siècle. Le tremblement de terre de 1755 affecta l'endroit, détruisant les maisons, les églises et les couvents. Le plan de reconstruction mené par le Marquis de Pombal comprenait le Chiado, et de nouvelles rues furent percées pour relier le quartier à la Baixa Pombalina. De nouvelles églises furent reconstruites dans un style Rococo-Baroque, comme l'église des Martyrs, l'église de l'Incarnation et enfin l'église de Loreto, qui appartient à la communauté italienne de Lisbonne. Au XVIIIe siècle, mais aussi et surtout au XIXe siècle, de nombreux et importants établissements commerciaux ouvrent dans le Chiado, le transformant en un quartier commerçant plébiscité. Certains existent encore à ce jour comme la librairie Bertrand (ouverte en 1747) et Paris em Lisboa (boutique de vêtements ouverte en 1888). En 1792, l'opéra de Lisbonne, le Teatro Nacional de São Carlos, est inauguré, attirant l'élite culturelle de la ville. D'autres théâtres seront ouverts aux XIXe siècle, comme le théâtre de Trinidade, et le théâtre Sao Luis. Des musées ont aussi été créés, comme le Musée Archéologique dans l'ancienne église des Carmes et le Musée de l'Art Contemporain dans l'ancien Couvent Saint-François (aujourd'hui Musée du Chiado). Les cafés et les théâtres du quartier sont alors des lieux de rendez-vous pour les aristocrates, les artistes et les intellectuels au moins jusque dans les années 1960. De nos jours, le Chiado est très aimé des touristes grâce à ses rues et ses places pittoresques, ses attractions culturelles, ses cafés et ses boutiques.

## L'incendie du Chiado
Le 25 août 1988, un feu démarra rue des Carmes et se propagea très vite notamment rue Garrett, détruisant au total 18 bâtiments. 2 personnes trouvèrent la mort et 73 furent blessées (dont 60 pompiers). Entre 200 et 300 personnes se retrouvèrent sans logements. Plusieurs boutiques historiques furent perdues. Compte tenu des dégâts dans la ville et des bâtiments détruits, l'incendie du Chiado est considéré comme le pire désastre qu'a connu la ville depuis le tremblement de terre de 1755.
Un projet de reconstruction dirigé par l'architecte portugais Álvaro Siza Vieira a, dans une grande mesure, rendu au quartier sa gloire passée.